# 豊田元良
豊田 元良（とよだ もとよし、1850年（嘉永3年） - 1915年（大正4年）5月17日）は、日本の政治家。香川県丸亀市初代市長。香川県会議員。旧姓は高畑。名は元良。号は柳南又萍舟。

## 経歴・人物
讃岐・丸亀の高畑家に生まれ、後琴平の豊田家を嗣ぐ。尾池松湾に学んで詩書を得意とした。大いに吏才があり、始め戸長、県会議員となり、次いで仲多度郡長、三豊郡長を歴任し、最後に市制実施第1期の丸亀市長となったが、まもなく辞めて公共事業に尽力した。
世間の人たちは豊田のことを否定的に「大言壮語の卸問屋」、「絶大突飛の空想家」とみなしていた。細心綿密の人ではなかった。

## 官歴
- 1877年（明治10年）1月9日 - 愛媛県第六大区四小区小区長
  - 5月18日 - 愛媛県第六大区五小区小区長
- 1881年（明治14年）9月20日 - 任 愛媛県三豊郡長
- 1883年（明治16年）11月11日 - 兼任 愛媛県仲多度郡長
- 1884年（明治17年）3月10日 - 免兼官
- 1885年（明治18年）3月5日 - 任 愛媛県仲多度郡長
- 1886年（明治19年）8月25日 - 任 愛媛県仲多度郡長、叙奏任官六等、賜中級俸
- 1890年（明治23年）11月30日 - 任 愛媛県三豊郡長、叙奏任官六等
  - 12月16日 - 昇叙奏任官五等
- 1891年（明治24年）8月16日 - 官等廃止
  - 11月4日 - 非職
- 1892年（明治25年）1月9日 - 任 阿野鵜足郡長
  - 11月20日 - 叙高等官八等
- 1894年（明治27年）2月6日 - 昇叙高等官七等
  - 2月19日 - 第三回衆議院議員総選挙第三区投票所監督
  - 8月18日 - 第四回衆議院議員総選挙第三区投票所監督
  - 10月3日 - 非職
- 1899年（明治32年）8月 - 任 香川県丸亀市長
- 1904年（明治37年）1月 - 免 香川県丸亀市長

## 栄典
- 1886年（明治19年）11月27日 - 正八位
- 1892年（明治25年）4月23日 - 従七位